# Svébohov
Svébohov (niem. Schwillbogen) – gmina w Czechach, w powiecie Šumperk, w kraju ołomunieckim. Według danych z dnia 1 stycznia 2012 liczyła 413 mieszkańców.